# Goodluck Okonoboh
Goodluck Okonoboh (Boston, 30 settembre 1994) è un ex cestista statunitense.

## Palmarès
- Campione NBA D-League (2017)